# ميدوري
ميدوري (بالإنجليزية: Midori Gotō)‏ هي معلمة موسيقى وكاتِبة وعازفة كمان أمريكية، ولدت في 25 أكتوبر 1971 في أوساكا في اليابان.

## وصلات خارجية
- الموقع الرسمي
- ميدوري على موقع مونزينجر (الألمانية)
- ميدوري على موقع ميوزك برينز (الإنجليزية)
- ميدوري على موقع أول ميوزيك (الإنجليزية)
- ميدوري على موقع ديسكوغز (الإنجليزية)